# Yusuhara, Kōchi
Yusuhara (檮原町 Yusuhara-chō) là thị trấn thuộc huyện Takaoka, tỉnh Kōchi, Nhật Bản Tính đến  ngày 1 tháng 10 năm 2020, dân số ước tính thị trấn là 3.307 người và mật độ dân số là 14 người/km2. Tổng diện tích thị trấn là 236,45 km2

## Địa lý

### Khí hậu
| Dữ liệu khí hậu của Yusuhara             | Dữ liệu khí hậu của Yusuhara | Dữ liệu khí hậu của Yusuhara | Dữ liệu khí hậu của Yusuhara | Dữ liệu khí hậu của Yusuhara | Dữ liệu khí hậu của Yusuhara | Dữ liệu khí hậu của Yusuhara | Dữ liệu khí hậu của Yusuhara | Dữ liệu khí hậu của Yusuhara | Dữ liệu khí hậu của Yusuhara | Dữ liệu khí hậu của Yusuhara | Dữ liệu khí hậu của Yusuhara | Dữ liệu khí hậu của Yusuhara | Dữ liệu khí hậu của Yusuhara |
| Tháng                                    | 1                            | 2                            | 3                            | 4                            | 5                            | 6                            | 7                            | 8                            | 9                            | 10                           | 11                           | 12                           | Năm                          |
| ---------------------------------------- | ---------------------------- | ---------------------------- | ---------------------------- | ---------------------------- | ---------------------------- | ---------------------------- | ---------------------------- | ---------------------------- | ---------------------------- | ---------------------------- | ---------------------------- | ---------------------------- | ---------------------------- |
| Cao kỉ lục °C (°F)                       | 17.7 (63.9)                  | 21.5 (70.7)                  | 25.3 (77.5)                  | 30.2 (86.4)                  | 32.5 (90.5)                  | 33.4 (92.1)                  | 38.2 (100.8)                 | 38.7 (101.7)                 | 36.0 (96.8)                  | 29.8 (85.6)                  | 26.2 (79.2)                  | 20.4 (68.7)                  | 38.7 (101.7)                 |
| Trung bình ngày tối đa °C (°F)           | 7.6 (45.7)                   | 9.3 (48.7)                   | 13.5 (56.3)                  | 19.1 (66.4)                  | 23.3 (73.9)                  | 25.4 (77.7)                  | 29.5 (85.1)                  | 30.3 (86.5)                  | 26.9 (80.4)                  | 21.8 (71.2)                  | 16.0 (60.8)                  | 10.0 (50.0)                  | 19.4 (66.9)                  |
| Trung bình ngày °C (°F)                  | 2.6 (36.7)                   | 3.6 (38.5)                   | 7.1 (44.8)                   | 12.1 (53.8)                  | 16.5 (61.7)                  | 20.0 (68.0)                  | 23.8 (74.8)                  | 24.3 (75.7)                  | 21.0 (69.8)                  | 15.4 (59.7)                  | 9.7 (49.5)                   | 4.4 (39.9)                   | 13.4 (56.1)                  |
| Tối thiểu trung bình ngày °C (°F)        | −1.4 (29.5)                  | −1.0 (30.2)                  | 1.8 (35.2)                   | 6.2 (43.2)                   | 11.0 (51.8)                  | 15.9 (60.6)                  | 20.1 (68.2)                  | 20.6 (69.1)                  | 17.1 (62.8)                  | 10.9 (51.6)                  | 5.0 (41.0)                   | 0.3 (32.5)                   | 8.9 (48.0)                   |
| Thấp kỉ lục °C (°F)                      | −12.0 (10.4)                 | −10.5 (13.1)                 | −6.6 (20.1)                  | −3.0 (26.6)                  | 0.3 (32.5)                   | 6.6 (43.9)                   | 13.2 (55.8)                  | 12.8 (55.0)                  | 5.2 (41.4)                   | −1.0 (30.2)                  | −3.7 (25.3)                  | −11.4 (11.5)                 | −12.0 (10.4)                 |
| Lượng Giáng thủy trung bình mm (inches)  | 87.3 (3.44)                  | 109.0 (4.29)                 | 164.9 (6.49)                 | 180.5 (7.11)                 | 220.9 (8.70)                 | 353.7 (13.93)                | 421.9 (16.61)                | 409.5 (16.12)                | 390.7 (15.38)                | 173.9 (6.85)                 | 113.7 (4.48)                 | 102.8 (4.05)                 | 2.728,7 (107.43)             |
| Số ngày giáng thủy trung bình (≥ 1.0 mm) | 11.2                         | 10.4                         | 12.8                         | 11.1                         | 11.2                         | 14.9                         | 13.9                         | 13.1                         | 13.3                         | 9.0                          | 9.1                          | 11.0                         | 141                          |
| Số giờ nắng trung bình tháng             | 112.6                        | 125.9                        | 164.2                        | 186.1                        | 190.8                        | 124.7                        | 160.3                        | 171.1                        | 133.5                        | 141.2                        | 115.9                        | 113.5                        | 1.739,7                      |
| Nguồn: Cục Khí tượng Nhật Bản            |                              |                              |                              |                              |                              |                              |                              |                              |                              |                              |                              |                              |                              |